# Ceratophygadeuon nigricauda
Ceratophygadeuon nigricauda är en stekelart som beskrevs av Henry Keith Townes, Jr. 1983. Ceratophygadeuon nigricauda ingår i släktet Ceratophygadeuon och familjen brokparasitsteklar. Inga underarter finns listade i Catalogue of Life.